# Национално знаме на Бразилия
Националното знаме на Бразилия има правоъгълна форма с отношение ширина към дължина 7:10 и представлява зелено поле с жълт ромб в центъра. В средата на ромба е изобразен тъмно син кръг с 27 бели звезди, пресечен от бяла лента. Върху бялата лента със зелени главни букви е изписан девизът Ordem e Progresso („Ред и прогрес“). Знамето на Бразилия се нарича също и Auriverde (златно и зелено).

## Символи
Зеленият и жълтият цвят са националните цветове на Бразилия. Зеленият цвят символизира горите на Амазония, а жълтият – златните запаси на страната, тъй като през XVI—XIX век в Бразилия се намират най-големите мини за добив на злато.
Синият кръг със звезди представлява небето на Рио де Жанейро в нощта на 15 ноември 1889 г. – датата на провъзгласяване на бразилската република. На знамето са изобразени 27 звезди, по една за всеки от щатите на Бразилия, но техният брой се е променял с годините. Първоначалният им брой е бил 21, като при създаване на нов щат се е добявяла и нова звезда.
Девизът Ordem e Progresso е инспириран от Огюст Конт и основния девиз на позитивизма: L'amour pour principe et l'ordre pour base; le progrès pour but („Любовта като начало, редът като основа, прогресът като цел“). Той е бил избран тъй като голяма част от участниците във военния преврат при обявяването на Бразилия за република са били последователи на идеите на позитивизма.

## Знаме през годините
- (1500 – 1815)
- (1815 – 1822)
- (1822 – 1889)